# Anthurium tacarcunense
Anthurium tacarcunense är en kallaväxtart som beskrevs av Thomas Bernard Croat. Anthurium tacarcunense ingår i släktet Anthurium och familjen kallaväxter. Inga underarter finns listade.